# Élections générales micronésiennes de 2023
Des élections législatives se tiennent aux États fédérés de Micronésie le 7 mars 2023 afin de renouveler les quatorze membres du Congrès : dix représentants des districts, et quatre sénateurs représentant chacun un des États de la fédération. 

## Contexte
Les élections des 2019 voient la réélection des treize sénateurs sortants en lice pour un nouveau mandat, dont trois à l'unanimité dans leurs circonscriptions, faute d'opposants. Le président sortant des États fédérés de Micronésie, Peter Christian, est cependant battu au poste de sénateur d'état de Pohnpei, ce qui conduit à l'élection au suffrage indirect de David Panuelo à la présidence. Les élections législatives de mars 2021 conduisent quant à elles à la reconduction des dix députés sortants.

## Système électoral et politique
Les États fédérés de Micronésie sont une république fédérale présidentielle. Le président est à la fois chef de l’État et chef du gouvernement. Aucun parti n'existant aux États fédérés de Micronésie, l'ensemble des candidats et des élus sont sans étiquette.
Le Congrès compte quatorze membres. Quatre d'entre eux représentent chacun l'un des États fédérés, et sont élus avec un mandat de quatre ans, au suffrage universel, par les citoyens de leurs États respectifs. Les dix autres sont élus par les citoyens au scrutin majoritaire simple avec un mandat de deux ans, à partir de dix districts répartis en proportion de la population : cinq dans l'État de Chuuk, un dans l'État de Kosrae, trois dans l'État de Pohnpei, et un dans l'État de Yap. Les élections de 2023 visent le renouvellement de l'ensemble de ces quatorze sièges. Après ces élections universelles directes, le président et le vice-président de Micronésie sont élus par le Congrès parmi les sénateurs, pour un maximum de deux mandats de quatre ans consécutifs. Leurs postes de sénateurs sont pourvus par de nouvelles élections,

## Résultats et conséquences
Douze des quatorze sortants sont réélus. Les quatre représentants des États -Wesley Simina pour Chuuk, Aren Palik pour Kosrae, Peter Christian pour Pohnpei et Joseph Urusemal pour Yap- sont tous réélus. Arrivé dernier des quatre candidats pour le siège de l'État de Pohnpei, le président de la République sortant, David Panuelo, ne peut briguer un nouveau mandat de président. Pour les dix circonscriptions, huit représentants sont réélus ; les seuls changements sont la victoire de Merlyn Abello-Alfonso dans la première circonscription de Pohnpei face au sortant Ferny Perman et la victoire de Quincy Lawrence dans la deuxième circonscription de Pohnpei face au sortant Dion Neth.
Quelques jours après l'annonce des résultats, le président David Panuelo, dont le mandat expire donc en mai, écrit une lettre aux membres du Congrès et aux gouverneurs des États, dans laquelle il relate : « J'ai été directement menacé dans mon intégrité physique par des représentants de la république populaire de Chine dans le cadre de leurs fonctions officielles ». Il accuse par ailleurs la Chine d'actes d'espionnage dans son pays, de mesures de surveillance contre sa propre personne, et de corruption d'élus micronésiens à qui des représentants de l'ambassade de Chine auraient remis des enveloppes d'argent en liquide. Il accuse des navires chinois d'avoir procédé sans autorisation à une cartographie des ressources maritimes de la zone économique exclusive de la Micronésie, et d'avoir menacé les bateaux micronésiens qui approchaient pour s'enquérir de leurs activités. Il accuse enfin l'ambassadeur de Chine d'avoir harcelé ses ministres et lui au téléphone pour qu'ils autorisent l'entrée d'ouvriers chinois dans le pays durant la pandémie de Covid-19 aux États fédérés de Micronésie, puis pour qu'ils commandent des vaccins chinois contre la pandémie, malgré le refus explicite de son gouvernement ; son ministre de la Santé Marcus Samo, son ministre des Affaires étrangères Kandhi Elieisar et lui ont tous trois dû changer de numéro de téléphone,.
Affirmant que la Chine cherche à s'assurer le soutien diplomatique de la Micronésie et à compromettre la souveraineté du pays, David Panuelo recommande au Congrès que son pays établisse des relations diplomatiques officielles avec Taïwan, et rompe donc ses relations avec la république populaire de Chine. Il indique avoir rencontré le mois précédent le ministre taïwanais des Affaires étrangères, Joseph Wu, et obtenu que Taïwan verse aux États fédérés de Micronésie 50 000 000 US$ d'aide au développement en échange d'une reconnaissance diplomatique, suivis de 15 000 000 US$ par an.

## Élection du président de la République
Les membres du Congrès prêtent serment le 11 mai et procèdent à l'élection d'Esmond Moses comme président du Congrès. Ils élisent ensuite le sénateur de Chuuk Wesley Simina à la présidence de la République, avec pour vice-président le sénateur de Korsae Aren Palik,,.